# Lindsaea javitensis
Lindsaea javitensis är en ormbunkeart som beskrevs av Alexander von Humboldt, Amp; Bonpl. och Carl Ludwig Willdenow. Lindsaea javitensis ingår i släktet Lindsaea och familjen Lindsaeaceae. Inga underarter finns listade.